# ヒラリー・ゴング
ヒラリー・ゴング・チュクワ（Hilary Gong Chukwah、1998年10月10日 - ）は、ナイジェリア・ザワン出身のサッカー選手。ポーランドのヴィジェフ・ウッチ所属。ポジションは、ミッドフィールダー（ウイング）。

## 経歴
ナイジェリアのGBSアカデミーでプレーしていたところをASトレンチーンに引き抜かれ、2017-18シーズンに30試合で9得点を記録した。
2018年7月5日、フィテッセと4年契約を結んだ。